# Герб Олейруша
Ге́рб Оле́йруша — офіційний символ містечка Олейруш, Португалія. Використовується як територіальний герб. У синьому щиті срібний мальтійський хрест. По центру хреста зелена гілка з трьома червоними каштанами у золотій плюсці на зеленому листі. Низ щита перетятий двома срібними хвилястими смугами, між якими пливуть праворуч три срібні риби. Щит увінчує срібна мурована містечкова корона з чотирма вежами.  Під щитом біла стрічка, на якій великими літерами напис португальською: «concelho de Oleiros» (рада Олейруша).  Офіційно затверджений 19 квітня 1940 року.  

## Галерея

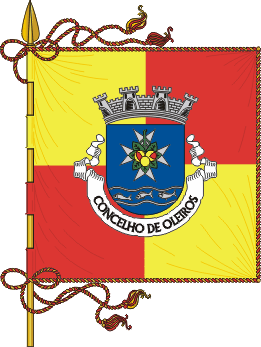
Прапор